# Vlag van Togo
De vlag van Togo bestaat uit vijf gelijke horizontale banden in de kleuren groen en geel (zie afbeelding). Linksboven is een rood kanton met daarin een witte vijfpuntige ster. Togo voert deze vlag sinds 28 april 1960.

## Symboliek
De kleuren groen, geel en rood zijn Pan-Afrikaanse kleuren. Deze kleuren zijn afkomstig uit de vlag van Ethiopië. Ethiopië diende namelijk in het tijdperk van dekolonisatie als inspiratiebron voor Afrikaanse koloniën die onafhankelijk wilden worden, omdat dit land, behoudens een korte periode onder Italiaanse bezetting, nooit een kolonie is geweest. Vele Afrikaanse landen hebben daarom de kleuren rood, geel en groen in hun vlag verwerkt.
Aan elk van de kleuren wordt een symbolische betekenis toegekend. Het rood staat voor het bloed dat voor de Togolese onafhankelijkheid is gevloeid en dat nog zal vloeien om die onafhankelijkheid te behouden. Het groen symboliseert de hoop op een goede toekomst en het nieuwe tijdperk dat met de onafhankelijkheid is aangebroken. Daarnaast staat deze kleur voor de landbouw, die de oorsprong van de beschaving is. Het geel staat voor de nationale eenheid. De witte kleur van de ster symboliseert vrede en wijsheid.
De vijf strepen symboliseren de verscheidenheid van het land, waarin de eenheid zou moeten rusten. Daarnaast lijken ze op vijf vingers en staan in die hoedanigheid voor actie: de besluitvaardigheid om alle moeilijkheden te overwinnen. Ze zouden ook kunnen verwijzen naar de vijf regio's van Togo.
De ster verwijst naar het leven, het volk en innerlijke ontwikkeling. Daarnaast rijst de ster symbolisch op uit het bloed, als verwijzing naar de vrijheid en onafhankelijkheid van het land en de wil om die te behouden.
De vormgeving van de Togolese vlag lijkt op die van de vlag van Liberia, die op zijn beurt gebaseerd is op de vlag van de Verenigde Staten.

## Ontwerp

Vlag van Togo, 1957-1958

Vlag van Togo, 1958-1960

De hoogte-breedteverhouding van de vlag is 1:1,618 (500:809), waarmee de gulden snede benaderd wordt. Elke baan neemt een vijfde van de hoogte van de vlag in. Het kanton is vierkant en elke zijde is even lang als de hoogte van drie horizontale banen.

## Geschiedenis
Togo was in 1956 een autonoom gebied binnen de Franse Unie geworden onder de naam République autonome du Togo. Tot de onafhankelijkheid van het land in 1960 voerde het land achtereenvolgens twee verschillende vlaggen. De twee sterren op de beide vlaggen staan voor Frans-Togoland (het huidige Togo) en Brits-Togoland (dat sinds 1956 tot Ghana behoort). Over de kleur van de sterren bestaat geen zekerheid: die waren wit of geel.
De huidige vlag is in gebruik sinds 27 april 1960 en werd ontworpen door kunstenaar Ahyi Paul.